# Dunkerque (película)
Dunkerque (originalmente en inglés, Dunkirk) es una película británica de 2017 de género bélico. escrita, coproducida y dirigida por Christopher Nolan. Presenta un elenco estelar protagonizada por Fionn Whitehead, Tom Glynn-Carney, Jack Lowden, Harry Styles (en su debut cinematográfico), Aneurin Barnard, James D'Arcy, Barry Keoghan, Kenneth Branagh, Cillian Murphy, Mark Rylance y Tom Hardy. Se basa en la Operación Dinamo, una acción militar llevada a cabo por Reino Unido con el fin de evacuar cerca de 400 000 soldados aliados de Francia, que había sido invadida por la Alemania nazi en el marco de la Segunda Guerra Mundial. La cinta es una producción entre Países Bajos, Reino Unido, Francia y Estados Unidos.
Nolan escribió el guion desde tres perspectivas distintas: tierra, mar y aire, con poco diálogo y con el fin de crear suspenso por medio de los detalles. La grabación se inició en mayo de 2016 en Dunkerque, Francia, y terminó en Los Ángeles, Estados Unidos, en donde se realizó la posproducción. El cinematógrafo Hoyte van Hoytema grabó la cinta con rollos IMAX de gran formato y requirió el uso de efectos especiales reales con el empleo de 6000 extras, la construcción de los botes utilizados durante la operación y el uso de aeronaves de la época para las secuencias aéreas.
Dunkerque recibió una aclamación universal por parte de la crítica cinematográfica, destacando la cinematografía, la dirección, las actuaciones y la banda sonora compuesta por Hans Zimmer. Es considerada por algunos medios como la mejor película de Christopher Nolan y como la mejor película de 2017.
Su estreno mundial fue el 21 de julio de 2017.

## Argumento

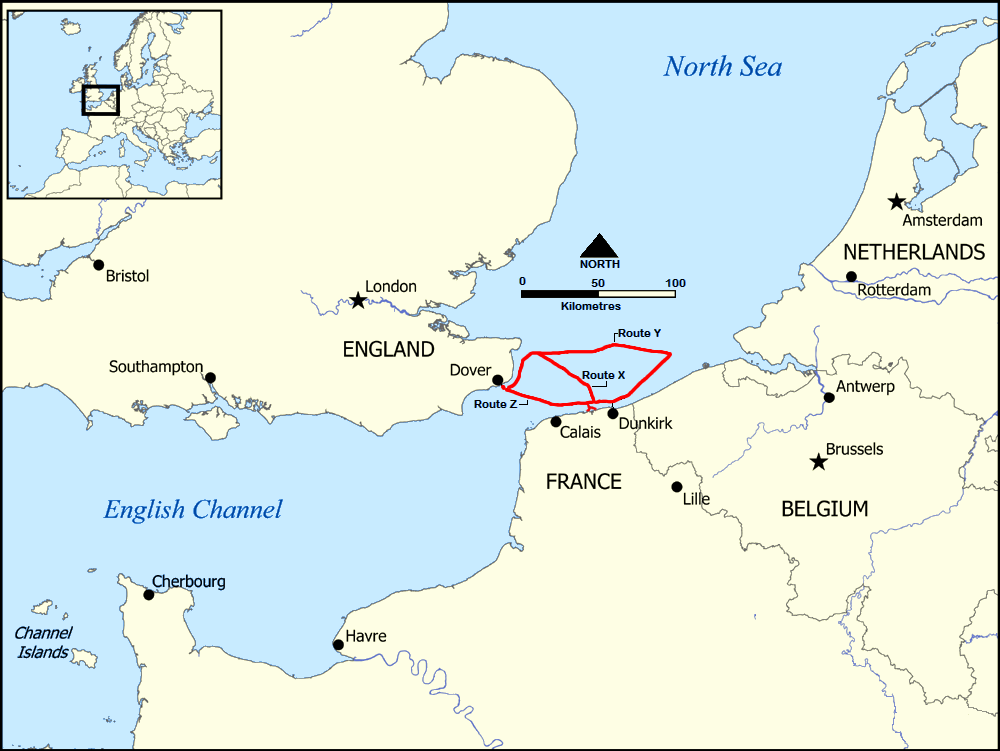
Situación geográfica de la ciudad de Dunkerque y la costa de Reino Unido, separados por el canal inglés. En rojo, las rutas de escape durante la evacuación.

Dunkerque es una ciudad francesa que sirvió como escenario para la operación militar de los Aliados entre mayo y junio de 1940 en la que se centra la película. Conocida como Operación Dinamo, consistió en la evacuación de las tropas aliadas que habían sido cercadas por el ejército alemán nazi durante la batalla de Dunkerque en plena invasión de Francia. Casi la totalidad de la Fuerza Expedicionaria Británica, parte del ejército belga y tres unidades del ejército francés debieron evacuar las playas y el puerto de Dunkerque ante la ofensiva alemana, en lo que el primer ministro del Reino Unido en aquel momento, Winston Churchill, denominó como «un colosal desastre militar en el que el corazón y el cerebro del ejército británico quedaron aislados y a punto de perecer o ser capturados». Posteriormente, tras la exitosa evacuación, Churchill dijo que había sido un verdadero milagro; por eso la operación también es conocida como «El milagro de Dunkerque».
En 1940, durante la caída de Francia ante el avance inminente del ejército de la Alemania Nazi, cientos de miles de soldados aliados se retiraron a la ciudad costera de Dunkerque. Tommy (Fionn Whitehead), un joven soldado británico, es el único superviviente de una emboscada alemana. En la playa de la ciudad, observa a miles de soldados esperando la evacuación haciendo fila para subir a barcos de rescate enviados por Inglaterra y se encuentra con un soldado llamado Gibson (Aneurin Barnard), quien está enterrando un cuerpo. Después de un bombardeo de Ju 87 alemanes, encuentran a un hombre herido. Se apresuran a subir su camilla a un barco hospital con la esperanza de subir a bordo y escapar, pero al llegar se les niega el paso a ellos mismos. Poco después, el barco es atacado por los bombarderos en otro ataque en picado y mientras se hunde es forzado a alejarse del muelle para evitar que bloquee el paso a otros barcos que lleguen; Tommy salva a Alex (Harry Styles) y se cubren debajo del muelle con otros soldados. Esa noche son llevados por una lancha hacia un destructor, que posteriormente es hundido por un torpedo. Gibson salva a Tommy y Alex, que habían quedado atrapados dentro del barco con varios soldados, y un bote de remos los lleva de vuelta a tierra.
La Marina Real británica requisa buques civiles que puedan acercarse a la playa. En Weymouth, el Sr. Dawson (Mark Rylance) y su hijo Peter (Tom Glynn-Carney) parten en su bote, "Moonstone", para rescatar ellos mismos a los soldados, en lugar de dejar que la Marina lo tomara. Impulsivamente, su amigo adolescente, George (Barry Keoghan), se les une. En el mar, rescatan a un oficial conmocionado sobre la popa de un barco naufragado (Cillian Murphy), cuando se da cuenta de que Dawson está navegando hacia Dunkerque, el oficial exige que retrocedan e intenten arrebatarle el control del barco; en la lucha, George cae y sufre una lesión en la cabeza que lo deja ciego.
Tres aviones Spitfire se dirigen hacia la costa de Francia. En el camino, se enfrentan a dos Bf 109 alemanes. El piloto Farrier (Tom Hardy) derriba a uno que perseguía a su compañero Collins (Jack Lowden), pero durante el combate aéreo, el líder del escuadrón es derribado por el otro caza enemigo y Farrier asume el mando con un indicador de combustible roto. Ellos luego salvan a un dragaminas del ataque de un bombardero Heinkel He 111 alemán, pero el Spitfire de Collins es alcanzado por uno de los cazas de escolta del bombardero. Collins piensa saltar en paracaídas pero luego decide amerizar. Sin embargo, al caer, no puede abrir la cubierta de la carlinga del avión, se hunde y es rescatado poco antes de ahogarse por el Moonstone, quien se encontraba navegando en los alrededores, frente a la costa de Dunkerque.
Tommy, Alex y Gibson se unen a un grupo de soldados escoceses y se esconden dentro de un pequeño barco que estaba varado por la baja marea hasta que la marea sube. Su dueño, un marinero holandés, regresa. Las tropas alemanas disparan al bote para practicar tiro al blanco; cuando sube la marea, el agua entra por los agujeros de bala. Alex, con la esperanza de aligerar la carga del barco, acusa a Gibson, que ha guardado silencio, de ser un espía alemán y exige que se vaya. Gibson revela ser francés y haber robado la identidad del soldado que había enterrado, esperando ser evacuado con los británicos. Alex, Tommy y los soldados escoceses abandonan el barco de pesca cuando comienza a hundirse. Gibson queda atrapado en una cadena bajo la cubierta del barco y se ahoga. 
Farrier, después de una larga persecución, derriba al caza alemán que derribó a Collins, pero ve a un bombardero Heinkel He 111 preparándose para atacar un destructor clase H cercano —HMS Havant (H32)—. Primero duda sobre atacar al bombardero, porque al hacerlo gastaría el poco combustible que le quedaba y no podría volver a Gran Bretaña, pero luego decide regresar para atacarlo.
Alex y Tommy, junto a los demás soldados intentan nadar hacia el destructor cercano, pero es atacado y hundido por el bombardero He 111 (En la acción real fueron Ju 87). Mientras se hunde, el destructor crea una enorme mancha de combustible en el agua, embarrando a los soldados que intentan escapar y el bombardero enemigo se prepara para dar un segundo ataque para destruir lo que queda del barco.
El Moonstone rescata a la tripulación y varios soldados a bordo del destructor, incluyendo a Alex y Tommy. Pero en eso, Peter se da cuenta de que George ya está muerto, no sin antes comentar que le habría gustado hacer algo de su vida, tal vez incluso aparecer en el periódico local. Cuando el oficial traumatizado le pregunta sobre la condición de George, este le miente, para evitar que el oficial cargue con el sentimiento de culpa durante el viaje. Farrier dispara al bombardero antes de que complete su segundo ataque, dañando ambos motores y bloqueando su timón, haciendo que caiga y encienda la mancha de combustible del destructor que se hunde. 
Poco después de irse con todos los soldados a bordo, un Bf 109 se aproxima al Moonstone para atacarlo. El señor Dawson, con la ayuda de Peter, logra esquivar el ataque del avión girando el barco, y este se va sin intentar un segundo ataque. Cuando Collins pregunta al señor Dawson cómo sabía evitar el ataque, le dice que su hijo era piloto de la Real Fuerza Aérea británica. Peter le revela a Collins que su hermano mayor pilotaba un Hawker Hurricane y murió en la tercera semana de guerra.
Farrier llega a la costa de Dunkerque con su combustible agotado. Planeando sobre la playa sin potencia del motor, derriba a un bombardero Junkers Ju 87 que intentaba atacar el muelle donde estaba el Comandante Bolton (Kenneth Branagh) y las tropas de abajo lo aplauden. Al atardecer, hace bajar su tren de aterrizaje de forma manual y aterriza en la playa de Dunkerque más allá del perímetro aliado de seguridad, y prende fuego a su avión con una pistola de bengalas para evitar la captura de su avanzada tecnología y es tomado prisionero por los soldados alemanes nazi.
En la playa, el Comandante Bolton observa a los últimos soldados británicos irse. Él confirma que 300 000 soldados han sido evacuados, diez veces más de lo que el primer ministro británico Winston Churchill había esperado. Cuando llega un barco para llevarse a los oficiales del muelle, le dice al Comandante Winnant (James D'Arcy) que se quedará para supervisar la evacuación de la retaguardia francesa, que mantiene el perímetro de seguridad en Dunkerque. Alex y Tommy cruzan el Canal de la Mancha y toman un tren en Weymouth. Dawson es felicitado por haber salvado a tantos hombres. El oficial traumatizado ve el cuerpo sin vida de George siendo llevado bajo una manta y se aleja en silencio del lugar con los otros soldados. Al día siguiente Peter y su padre miran el periódico local y observa una fotografía de George junto un artículo de la primera página que lo condecora como un héroe de guerra. Mientras que por otro lado, Alex y el resto de los soldados esperan el desprecio público por el fracaso en la defensa de Francia, sin embargo estos se sorprenden cuando el tren se acerca a Woking y todos son recibidos con una calurosa bienvenida de héroes de guerra por parte de todo el pueblo, mientras Tommy lee el discurso del primer ministro Winston Churchill dirigido a la nación en un periódico local.

## Reparto
- Fionn Whitehead como Tommy, soldado del ejército británico.[14][15]
- Tom Hardy como Farrier, piloto de la Real Fuerza Aérea Británica.[15]
- Jack Lowden como Collins, piloto de la Real Fuerza Aérea Británica.[15]
- Harry Styles como Alex, soldado del ejército británico.[15]
- Aneurin Barnard como Gibson, soldado francés de bajo rango.[15]
- James D'Arcy como el Coronel Winnant.[15]
- Barry Keoghan como George, mejor amigo de Peter.[15]
- Kenneth Branagh como el Comandante Bolton; a cargo del muelle durante la evacuación.[15]
- Cillian Murphy como el Oficial con TES.[15]
- Mark Rylance como el Señor Dawson, un marinero y padre de Peter.[15]
- Tom Glynn-Carney como Peter, hijo del Señor Dawson.

## Producción

### Desarrollo
| Estamos emocionados de continuar nuestra colaboración con Christopher Nolan, un director muy singular, creador de algunas de las películas más exitosas de todos los tiempos. Dunkerque es una historia poderosa y fascinante y estamos emocionados de ver a Chris, Emma y a su elenco en la realización para la pantalla grande”. —Greg Silverman, Presidente de Desarrollo Creativo y Producciones Mundiales de Warner Bros Pictures |

El director Christopher Nolan escribió el guion de 112 páginas. Decidió hacer la película como un tríptico, contada desde tres perspectivas: el aire (aviones), la tierra (en la playa) y el mar (la evacuación por la marina). Hoyte van Hoytema, quien anteriormente colaboró con Nolan en su película de 2014, Interstellar , fue elegido como el director de fotografía. Nolan firmó un contrato con Warner Bros. por el que recibió un salario de 20 millones de dólares más el 20% de la taquilla bruta, el acuerdo más lucrativo desde que Peter Jackson recibió la misma cantidad por King Kong.

### Selección de actores
A finales de 2015, Tom Hardy, Kenneth Branagh y Mark Rylance estaban en conversaciones para participar en el reparto, con personajes secundarios. Nolan tuvo que convencer a Hardy, para que apareciera en la película; «No escribo con actores en mente, pero una vez acabé el guion, solo podía ver a Tom en el papel. Así que le llamé y le supliqué... pero de una manera digna » afirmó Nolan. Fionn Whitehead fue elegido para interpretar a uno de los protagonistas en marzo de 2016, y Jack Lowden, Aneurin Barnard y Harry Styles se integraron poco después. Cillian Murphy se unió el mes siguiente. James D'Arcy, Barry Keoghan y Tom Glynn-Carney fueron incluidos en el line-up en mayo.

### Rodaje
El rodaje principal comenzó el 23 de mayo de 2016 en Dunkerque y prosiguió en las ciudades de Urk, Swanage, Weymouth y en los estudios Point Vicente Interpretive Center en Rancho Palos Verdes en los meses siguientes. El rodaje en Dunkerque tuvo lugar en el mismo lugar de la evacuación. El estudio Falls Lake de Universal Studios en Los Ángeles se utilizó para filmar las escenas interiores de un barco en pleno hundimiento usando para ese fin un tanque de agua con la asistencia de cerca de quince especialistas de cine. Seis mil extras fueron requeridos para el rodaje en Francia. Para evitar el uso de efectos especiales generados por computadora, se usó utilería militar y otros vehículos blindados de cartón con los que simular una armada más grande. Nolan consultó cintas mudas para investigar la generación de suspense a partir de escenas con multitudes, esto en vista del escaso diálogo de la película. Hardy y Lowden estuvieron gran parte de su tiempo grabando desde una cabina de suspensión Cardán diseñada exclusivamente para sus escenas y tuvieron escaso contacto con el resto del elenco.
El 75% de la cinta fue grabada con una combinación de rollos IMAX de 65 mm y 65 mm de gran formato con equipo de Panavision System 65, el porcentaje más alto en cualquier otra película del director. Se usaron lentes aportadas por Panavision e IMAX para las escenas nocturnas. De igual manera, se utilizaron cámaras de mano IMAX por primera vez,  por recomendación de Steven Spielberg y Ron Howard para grabar en buques más cómodamente.
Neil Andrea, coordinador marino, localizó seis barcos en un periodo de cinco meses, que Nolan acondicionó para la filmación. Uno de ellos fue el destructor francés Maillé-Brézé, el cual fue acondicionado para aparecer como un destructor británico de 1940. Tres destructores de la Armada Real de los Países Bajos representaron otros tantos acorazados británicos: el Hr.Ms. Naaldwijk por el HMS Britomart, el Hr.Ms. Sittard por el HMS Havant y el  MLV Castor por el HMS Basilisk (H11). El torpedero MTB 102, uno de los últimos botes en huir de Dunkerque en junio de 1940, también fue utilizado. Cerca de otros cincuenta botes fueron usados para la filmación, doce de ellos, pequeños botes utilizados por civiles durante la evacuación en 1940 y que fueron manejados por sus propietarios actuales. Un pequeño yate de trece metros de largo llamado Moonstone y construido en 1930, fue usado durante seis semanas como uno de los escenarios centrales. El yate, con capacidad para apenas diez personas, llevó a casi sesenta en una de sus escenas más demandantes grabadas en el lago Ĳsselmeer.
Los aviones tuvieron que ser acondicionados con dos cabinas para permitir la grabación en vuelo. Para este propósito, un Yakovlev Yak-52 fue acondicionado para representar a un Supermarine Spitfire en donde se situarían un actor y su piloto . Dos Spitfire Mk.IAs, un Spitfire Mk.VB y un Hispano HA-1112 (adecuado para representar a un Messerschmitt Bf 109 también fueron usados para las secuencias de combate aéreas. Réplicas a gran escala controladas por control remoto del Heinkel He 111 y el Junker Ju 87 se usaron para simular un impacto directo contra el canal inglés. Cámaras especiales IMAX con capacidad acuática fueron instaladas a los aparatos en la punta y en la cola, y réplicas a gran escala se sumergieron para las escenas de hundimiento.

### Diseño
Para recrear la imagen del suceso bélico Nolan volverá a contar con Hoyte van Hoytema como director de fotografía. El director de fotografía sueco se ha hecho un nombre en Hollywood gracias a su trabajo en películas de éxito como Spectre e Interstellar.
Antes de Interstellar, Wally Pfister era el único director de fotografía que había colaborado con Nolan. Pfister había sido el encargado de la fotografía en todos los trabajos del director desde la época de Memento, hasta que decidió ponerse al mando de proyectos como la película Trascendence y la serie de televisión Flaked. Después de esto, Pfister pasó el relevo a Hoytema, un director de fotografía que llamó la atención en la meca del cine tras su trabajo en la sueca Déjame entrar y que ha participado en otros títulos interesantes como The Fighter, El topo, Her o la mencionada cinta espacial de Christopher Nolan.
Terminado su último rodaje a cargo de la cámara, Spectre, se embarca ahora en este nuevo proyecto con el director inglés.

### Música
Nolan suele ser recurrente en sus películas a la hora de seleccionar a su equipo. Dunkirk es la prueba de eso, ya que la película contó con el galardonado compositor Hans Zimmer, que pondrá su música al servicio del director en lo que supone la sexta colaboración entre ambos desde que hizo la banda sonora de Batman Begins. El 5 de abril de 2017, Zimmer reveló que la partitura estaba casi terminada, y que estaría completa los más pronto posible, debido al inicio de su Hans Zimmer Live, una gira de espectáculos en mayo.

Todas las canciones escritas y compuestas por Hans Zimmer. 
| N.º   | Título                   | Duración |  |
| 1.    | «The Mole»               | 5:36     |  |
| 2.    | «We Need Our Army Back»  | 6:28     |  |
| 3.    | «Shivering Soldier»      | 2:52     |  |
| 4.    | «Supermarine»            | 8:03     |  |
| 5.    | «The Tide»               | 3:49     |  |
| 6.    | «Regimental Brothers»    | 5:04     |  |
| 7.    | «Impulse»                | 2:37     |  |
| 8.    | «Home»                   | 6:02     |  |
| 9.    | «The Oil»                | 6:11     |  |
| 10.   | «Variation 15 (Dunkirk)» | 5:52     |  |
| 11.   | «End Titles»             | 7:13     |  |
| 59:46 |                          |          |  |

## Marketing
El teaser del anuncio debutó en cines con la película basada en el cómic de Escuadrón Suicida y fue subido a la web el 4 de agosto de 2016. De acuerdo con la firma de análisis de datos, ListenFirst Media, generó el mayor número de "impresiones" en Twitter, de entre todos los trailers que fueron lanzados esa semana.  El primer tráiler de larga duración fue lanzado el 14 de diciembre de 2016, junto con un prólogo de siete minutos, exclusivo para el cine, que se muestra antes de la proyección IMAX de Rogue One. Dunkerque fue la película más discutida esa semana, según la compañía especializada en investigación de mercados, comScore, y el tráiler ganó más de 20 millones de visitas en YouTube. El prólogo volvió a la pantalla grande por una semana en algunas proyecciones IMAX de Kong: Skull Island.
Las secuencias de la película fueron exhibidas en la CinemaCon 2017, y obtuvo una aclamación significativa. Warner Bros. emitió un spot de televisión en asociación con la NBA para coincidir con sus playoffs de 2017. El tráiler principal oficial fue lanzado el 5 de mayo de 2017 después de una "cuenta regresiva" en el sitio web de la película. Una vez más, Dunkerque fue la película más discutida esa semana según comScore.

### Estreno
En septiembre de 2015, Warner Bros. anunció Dunkerque y fijó el 21 de julio de 2017 como la fecha de estreno de la cinta, siendo proyectado en IMAX y como película de 35 y 70 milímetros. El film se estrenó en el período en que el estudio fue testigo de un tremendo éxito con sus últimos lanzamientos, convirtiéndose en la cuarta película de Nolan que fue lanzada en la tercera semana de julio.

## Recepción

### Recaudación en taquilla
Varias fuentes especularon acerca de la recaudación de la cinta en su semana de estreno y su recaudación total, todas coincidiendo con cifras positivas. La revista Variety especuló una recaudación entre $30 y $40 millones de dólares en la semana de estreno, Deadline.com especuló $35 millones, mientras que Boxoffice especuló una recaudación de $55 millones de dólares y un total de $220 millones en la taquilla estadounidense. IndieWire especuló una recaudación de $50 millones en la semana de estreno y un total de $500 millones en la taquilla mundial.
Dunkerque recaudó $19.8 millones de dólares en su primer día de proyección en Norteamérica, $5,5 millones de ellos provenientes de proyecciones previas el día anterior. En Francia abrió el 19 de julio y recaudó $2,2 millones de dólares. El día siguiente, la cinta abrió en otros siete mercados y recaudó $6,3 millones de dólares. El 21 de julio, día de su estreno mundial, la cinta abrió en más de 46 países y recaudó $12,7 millones de dólares provenientes de 10,750 proyecciones, incluyendo $3,7 millones del Reino Unido. En total recaudó $55,4 millones de dólares en su debut internacional incluyendo $4,9 millones de Francia, $12,4 millones del Reino Unido y $10,3 millones de Corea. En Norteamérica debutó con un total de $50,5 millones de dólares, lideró la taquilla y se convirtió en la tercera película sobre la Segunda Guerra Mundial con el mejor debut de la historia después de Capitán América: el primer vengador de 2011 —$62,1 millones en debut— y Pearl Harbor de 2001 —$59,1 millones en debut—. De igual forma, se convirtió en el cuarto debut más exitoso de Christopher Nolan y en el segundo mejor excluyendo la trilogía The Dark Night.

### Respuesta de la crítica
Dunkerque recibió la aclamación unánime en cuanto a su dirección, cinematografía, actuaciones y su banda sonora, y fue declarada por algunos como una de las cintas bélicas más grandes jamás hechas. En la revisión hecha por el sitio web especializado Rotten Tomatoes, la película tiene una aprobación del 92% basada en 359 reseñas, con una media de 8.6/10. Según Rotten: 

Dunkerque sirve un espectáculo emocionalmente satisfactorio, entregado por un director-escritor con total dominio de su oficio y revivido por un talentoso elenco que honra el hecho de ser una historia real.

En Metacritic, la película alcanzó 94 de 100 puntos, basada en 52 revisiones indicando «aclamación universal». AlloCiné le dio una aprobación de 4.1/5 basado en 25 críticas.
Peter Bradshaw de The Guardian aprobó la cinta con una calificación de 5/5 y declarándola la mejor cinta en la carrera de Christopher Nolan; según sus palabras: «Nolan rodea a la audiencia de caos y horror desde el principio, con imágenes increíbles y set pieces brillantemente realizadas (...) Puede que Nolan haya encontrado parte de la inspiración para esta película en la escena de Dunkerque de Atonement pero logra darle su propia, colosal y muy distintiva personalidad a esta historia. Es un trabajo de dirección visceral». Todd McCarthy de The Hollywood Reporter aclamó la cinta llamándola «una impresionante obra maestra» y escribiendo: «Dunkerque es una obra de arte impresionista [...] Esta es una película de guerra como ninguna otra, es una que tal vez emplee un lienzo extenso y caro pero que ofrece más momentos íntimos brillantemente dirigidos que espectáculo puro, aunque de eso también hay [...] Las secuencias están brillante y excitantemente filmadas y Nolan hace especial hincapié en mostrar cómo de difícil es conseguir hacer blanco en un objetivo que está en movimiento». Manohla Dargis de The New York Times calificó la elástica narrativa del director como «hermosa», mientras que Mick LaSalle de San Francisco Chronicle nombró el filme como un «triunfo» y una «obra maestra»; destacó el estilo único del director y las interpretaciones. The Economist la llamó una «cinta extraordinaria» y un nuevo clásico.
Chris Nashawaty de Entertainment Weekly aprobó la cinta con la nota «A», llamándola la mejor película de 2017: «para cuando Dunkerque acaba, lo que queda al final no es un mensaje de inspiración o de heroísmo diario, son las pequeñas imágenes indelebles e inamovibles que se acumulan como detalles en la esquina de un mural». Robbie Collin de The Daily Telegraph le dio a la cinta cinco de cinco estrellas declarándola: «un trabajo de la intensidad de un corazón de hierro y una magnificencia que demanda verla en la mejor y más grande pantalla posible». Peter Travers de la revista Rolling Stone premio la cinta con cuatro estrellas, la primera película en alcanzar dicha calificación en 2017 y declarándola «tal vez la cinta bélica más grande jamás grabada», y destacándola como un trabajo con un significativo mérito artístico: «hay pocas dudas de que [Nolan] ha, sin sentimentalidades o mojigatería, elevado aquel género al nivel del arte». También la declaró la contendora más fuerte para la próxima ceremonia de entrega de los Óscar. Matt Zoller Seitz del sitio web especializado RogerEbert.com dio a la cinta una calificación de 3.5/4 y declarando que aunque no gustó del filme: «no ha dejado de pensar en él desde entonces».
A pesar de la aclamación unánime de Dunkerque, algunas reseñas no fueron positivas. Jacques Mandelbaum del diario francés Le Monde alabó el realismo del sentimiento transmitido a los espectadores, pero lamentó el hecho de que la película obvió el papel de las tropas francesas durante la evacuación. Kevin Maher de The Times solo dio dos estrellas de cinco, declarando: «Dunkerque son 106 clamorosos minutos de grandilocuencia en la gran pantalla que esta tan ocupado en ofrecer su propio espectáculo que es negligente al entregar el elemento más crucial: el drama». Irónicamente, Maher comparó la cinta con otras exitosas películas bélicas como El día más largo de 1962, A Bridge Too Far de 1977 o Saving Private Ryan de 1998.

### Premios y nominaciones

#### Premios Óscar
| Año  | Categoría                  | Persona                                   | Resultado |
| ---- | -------------------------- | ----------------------------------------- | --------- |
| 2018 | Mejor película             | Emma Thomas Christopher Nolan             | Nominado  |
| 2018 | Mejor director             | Christopher Nolan                         | Nominado  |
| 2018 | Mejor banda sonora         | Hans Zimmer                               | Nominado  |
| 2018 | Mejor fotografía           | Hoyte van Hoytema                         | Nominado  |
| 2018 | Mejor diseño de producción | Nathan Crowley Gary Fettis                | Nominado  |
| 2018 | Mejor sonido               | Gregg Landaker Gary Rizzo Mark Weingarten | Ganador   |
| 2018 | Mejor edición de sonido    | Richard King Alex Gibson                  | Ganador   |
| 2018 | Mejor montaje              | Lee Smith                                 | Ganador   |

#### Globo de Oro
| Categoría              | Receptor               | Resultado |
| ---------------------- | ---------------------- | --------- |
| Mejor película - Drama | Mejor película - Drama | Nominada  |
| Mejor director         | Christopher Nolan      | Nominado  |
| Mejor banda sonora     | Hans Zimmer            | Nominado  |

#### Premios BAFTA
| Año  | Categoría                  | Persona                                                | Resultado |
| ---- | -------------------------- | ------------------------------------------------------ | --------- |
| 2018 | Mejor película             |                                                        | Nominado  |
| 2018 | Mejor director             | Christopher Nolan                                      | Nominado  |
| 2018 | Mejor fotografía           | Hoyte van Hoytema                                      | Nominado  |
| 2018 | Mejor diseño de producción | Nathan Crowley Gary Fettis                             | Nominado  |
| 2018 | Mejor montaje              | Lee Smith                                              | Nominado  |
| 2018 | Mejores efectos visuales   | Scott R. Fisher Andrew Jackson                         | Nominados |
| 2018 | Mejor sonido               | Richard King Gregg Landaker Gary Rizzo Mark Weingarten | Ganadores |